# 재키 얼 헤일리
재키 얼 헤일리(Jackie Earle Haley, 1961년 7월 14일 ~ )는 미국의 배우이다.

## 출연 작품

### 영화
- 달려라 청춘
- 리틀 칠드런 - 성범죄자 로니 제프리스 역
- 셔터 아일랜드 - 조지 노이스 역
- 나이트메어 - 프레디 크루거 역
- 루이스
- 다크 섀도우 - 윌리 루미스 역
- 링컨 - 알렉산더 스티븐스 역
- 더 파크랜드 - 오스카 후버 신부 역
- 로보캅 - 매톡스 역
- 크리미널 액티비티 - 게리 역 (감독, 조연)
- 런던 해즈 폴른 - 메이슨 역
- 국가의 탄생 - 레이몬드 역
- 다크타워: 희망의 탑 - 세이어 역
- 알리타: 배틀 엔젤 - 그레위시카 역
- 세미 프로
- 텔레마케터의 죽음 - 아사 알렌보겐 역

### 드라마
- 휴먼 타겟 시즌 1 - 게레로 역
- 휴먼 타겟 시즌 2 - 게레로 역
- 더 틱